# Surinaamse parlementsverkiezingen 1930
De Surinaamse parlementsverkiezingen in 1930 vonden plaats in februari van dat jaar. 
Er konden vier leden voor de Koloniale Staten gekozen worden in verband met het periodiek aftreden van C.L. Cool, J.A. Drielsma, C.W. Naar en S.J. Samuels. De eerste twee stelden zich niet herkiesbaar. Bij enkel kandidaatstelling werden gekozen J.C. Brons, C.R. Biswamitre, C.W. Naar en S.J. Samuels.
Na deze verkiezingen had de Koloniale Staten de volgende dertien leden:
| Naam              | Gepland jaar van aftreding | Bijzonderheden |
| ----------------- | -------------------------- | -------------- |
| J.C. Brons        | 1936                       | voorzitter     |
| F.P. Schuitemaker | 1932                       | vicevoorzitter |
| Ph.A. Samson      | 1932                       |                |
| D.J.B. Simons     | 1932                       |                |
| E. Snellen        | 1932                       |                |
| A.A. Dragten      | 1934                       |                |
| W. Kraan          | 1934                       |                |
| P.A. May          | 1934                       |                |
| H.G.W. de Miranda | 1934                       |                |
| A.G. Putscher     | 1934                       |                |
| C.R. Biswamitre   | 1936                       |                |
| dr. C.W. Naar     | 1936                       |                |
| S.J. Samuels      | 1936                       |                |